# きらり/トゥモロウズ ソング
「きらり/トゥモロウズ ソング」は、GOING UNDER GROUNDのシングル。ビクターエンタテインメントのレーベルHAPPYHOUSEより2005年8月17日発売。

## 概要
メジャーデビュー後12枚目（通算15枚目）のシングルで、初の両A面シングルである。初回盤・通常盤等の区別はないが、初回生産分に限り本作のアナログ盤が当たるシリアルナンバーが封入されている。
後発のオリジナルアルバムの『TUTTI』には「きらり」しか収録されなかったため、「トゥモロウズソング」は3年後の2008年に発売された『COMPLETE SINGLE COLLECTION 1998-2008』に収録されるまでアルバム未収録だった。

## 収録曲
1. きらり
（作詞・作曲：松本素生）
music.jp「夏うた 夏メロ キャンペーン」使用曲。シングル初のスローチューン[2]。
2. トゥモロウズ ソング
（作詞・作曲：松本素生）
2005年8月-9月期にNHKの「みんなのうた」で放送された。「みんなのうた」のアニメーションは望月智充と仲澤崇仁が担当しており、公式ウェブサイトでは「現代的な親子の心のきずなを描く意欲作」と紹介されている[3]。
3. Tomorrow's Song SUGIURUMN OVER NIGHT REMIX
（作詞・作曲：松本素生）
SUGIURUMNによる「トゥモロウズ ソング」のリミックス。

## 収録アルバム
きらり
- TUTTI
- COMPLETE SINGLE COLLECTION 1998-2008

トゥモロウズ ソング
- COMPLETE SINGLE COLLECTION 1998-2008
- THE BOX - B-SIDE COLLECTIONに収録。

### コンピレーション
- ビクターエンタテインメント『ROCK is LOFT 〜Yello Disk〜』（2006年6月14日発売） -「きらり」を収録[4]。